# Châtenay-Malabry
 Châtenay-Malabry  es una comuna (municipio) de Francia, en la región de Isla de Francia, departamento de Altos del Sena, en el distrito de Antony. La comuna comprende la totalidad del cantón homónimo y parte del de Sceaux.
Su población municipal a 1 de enero de 2007 era de 31 946 habitantes.
Es conocida por encontrarse allí el laboratorio de la AFLD, donde se realizan numerosos análisis para detectar casos de dopaje.
Está integrada en la Communauté d’agglomération des Hauts de Bièvre.

## Demografía
| 568 | 573 | 559 | 526 | 496 | 545 | 525 | 566 | 686 | 754 | 942 | 825 | 982 | 1 112 | 1 194 | 1 339 | 1 561 | 1 706 | 1 888 | 2 019 | 2 367 | 2 966 | 3 682 | 3 893 | 9 179 | 14 269 | 24 756 | 27 484 | 30 497 | 28 580 | 29 197 | 30 621 | 31 946 |
| Para los censos de 1962 a 1999 la población legal corresponde a la población sin duplicidades (Fuente: INSEE [Consultar]) |     |     |     |     |     |     |     |     |     |     |     |     |       |       |       |       |       |       |       |       |       |       |       |       |        |        |        |        |        |        |        |        |

## Educación
- CentraleSupélec
- École centrale Paris